# アブドゥルカデル・カミル・モハメッド
アブドゥルカデル・カミル・モハメッド（アラビア語: عبد القادر كميل محمد、1952年7月1日 - ）は、ジブチの政治家、同国第6代首相。進歩人民連合所属。2005年から2011年まで農業大臣、2011年から2013年まで国防大臣を歴任。

## 経歴
モハメッドは1952年に現在のジブチのオボック州北部に位置するスアリで生まれた。モハメッドはフランスのリモージュ大学で学び、水管理と環境を専門とする技術科学の学位を取得した。モハメドはジブチ水道局（ONED）職員となり、1977年から1979年まで暫定局長、1983年から2005年まで局長として務めていた。1981年、モハメッドは進歩人民連合（RPP）に参加した。モハメッドは徐々に政治協会の地位を上げ、最終的に2012年9月にRPP副党首に選出される。モハメッドは2012年11月に大統領多数派（UMP）の連邦議長に任命された。
2005年5月から2011年5月まで農業大臣を、2011年5月から2013年まで国防大臣を務めた。モハメッドは2013年総選挙の勝利後、2013年2月22日に国民議会副議長となる。
長年の首相であったディレイタ・モハメド・ディレイタに代わり、モハメッドは同年4月1日に後任の首相へ就任した。
2019年の即位礼正殿の儀にはジブチ代表として参列するために訪日。訪日時に河野太郎防衛大臣や木原稔内閣総理大臣補佐官と自衛隊のジブチ派遣に関する会談を行った。